# Justus-von-Liebig-Gymnasium
Das Justus-von-Liebig-Gymnasium ist eine staatliche Schule in der schwäbischen Stadt Neusäß und wurde im Schuljahr 2023/24 von 822 Schülern besucht. Die Schule steht mit einer Fachoberschule und einer Realschule auf einem der größten Schulkomplexe im Landkreis Augsburg. Während der bis 2025 laufenden Generalsanierung ist das Gymnasium in den benachbarten Räumen des ehemaligen Berufsschulzentrums untergebracht.

## Geschichte
Die Schule wurde am 1. August 1965 in Augsburg gegründet und startete mit wenigen und kleinen Räumen der Volksschule Neusäß am 7. September 1965.
Im Jahr 1966 wurde mit dem Bau der Schulanlage begonnen, worauf im darauf folgenden Jahr mit dem Unterricht in den eigenen Klassenzimmern begonnen werden konnte. Als Turnhalle dienten zu dieser Zeit zwei Klassenzimmer im Obergeschoss, deren Trennwand herausgenommen worden war. Benutzbar war lediglich der Südflügel des Gebäudes. Der Nordflügel war noch Baustelle.
Mit dem Bezug des neuen Gebäudes wurde das Modell Tagesheim in Form eines staatlich geförderten Schulversuchs umgesetzt. Die Eltern der Schüler konnten zwischen der Normalklasse mit Unterrichtsende um 12.45 Uhr oder dem Tagesheim mit Ende um 16.45 Uhr oder 17.30 Uhr wählen. Die Tagesheimschüler erhielten im Gymnasium ein Mittagessen und konnten nach einer Neigungsstunde an Wahlfächern oder an der Hausaufgabenbetreuung, später auch erweiterten Unterrichtsstunden in den Hauptfächern teilnehmen.
Zwei Jahre später (1968) konnten die Sporthalle und das Schulhaus eingeweiht werden. Am 13. September 1973 wurde das Schulgebäude in seinem jetzigen Umfang fertiggestellt. Am 1. April 1982 erhielt die Schule den Namen des deutschen Chemikers Justus von Liebig. Im Jahr darauf wurde der Modellbetrieb des Tagesheims eingestellt, da die staatliche Förderung beendet wurde. 1985 wurden die angeschlossene Realschule, die Dreifachturnhalle und die Freisportanlage eingeweiht.
Seit 2022 läuft die Generalsanierung des Gymnasiums mit Neubau der Mensa und einer Dreifach-Sporthalle.

## Gegenwart
Die Schule ist bei Wettbewerben wie Planspiel Börse, Jugend debattiert, den Augsburger Skimeisterschaften und Jugend forscht beteiligt. Sie ist vor allem bei letzterem sehr erfolgreich und bekannt. Als MINT-EC-Schule ist sie berechtigt, Schülern das MINT-EC-Zertifikat zu erteilen.
Im Juni 2005 wurde der „Förderverein des Justus-von-Liebig-Gymnasiums e. V.“ ins Leben gerufen. Er bietet anspruchsvollen Unterricht und zahlreiche pädagogische Angebote aus den Bereichen Sport, Musik, Kunst und Kultur.
Es findet ein reger Schüleraustausch mit dem Instituto Mendebaldea in Vitoria-Gasteiz, dem Castletroy College in Limerick und der Lycée Valery Larbaud in Cusset statt. Sie finanziert zudem eine Schule in Malawi. Die Schule nimmt am Comenius-Programm, einem Projekt der Europäischen Union mit dem Ziel, die Zusammenarbeit von Schulen aller Schulstufen und Schulformen innerhalb der Europäischen Union zu fördern, teil.

## Auszeichnungen
- Das Justus-von-Liebig-Gymnasium Neusäß wurde 2007 mit der Würdigung Forscherschule des Jahres in Bayern ausgezeichnet.[6] Die Juroren lobten neben herausragenden Jugend-forscht-Projekten durch eine engagierte Öffentlichkeitsarbeit auch die Präsentation der beeindruckenden Resultate bei Informationsabenden und anderen Anlässen vor großem Publikum.
- Die Schule erreichte den 2. Platz im Bundesfinale von „Jugend debattiert 2008“.[7]

## Persönlichkeiten

### Direktoren des Gymnasiums
- Theodor Rehm[8]
- Rudolf Mair
- Hans-Adolf Klein[9]
- Christa Lacher[10]
- Ernst Weidl[11]
- Stefan Düll[12][13][14][15]

### Bekannte Lehrer
- Peter Dempf (* 1959), Gymnasiallehrer und Autor.
- Walter Pötzl (* 1939), Kreisheimatpfleger des Landkreises Augsburg und Extraordinarius für Volkskunde an der Katholischen Universität Eichstätt-Ingolstadt.
- Christian Ridil (* 1943), Komponist, Chorleiter und Musikwissenschaftler.

### Bekannte Schüler
- Karsten Borgwardt (* 1980), Max-Planck-Direktor am Max-Planck-Institut für Biochemie in Martinsried.
- Karl Brunner (* 1962), Inhaber eines Lehrstuhls für Experimentelle Physik an der Universität Würzburg.
- Kurt Gribl (* 1964), Jurist und Politiker, ehemaliger Oberbürgermeister von Augsburg.
- Harald Güller (* 1963), Jurist und Politiker, Mitglied des Bayerischen Landtags.
- Karl Hörmann (* 1962), Diplomwirtschaftsmathematiker und Politiker, ehemaliger Bürgermeister der Gemeinde Gablingen.
- Edgar Kalb (* 1961), Diplominformatiker und Erster Bürgermeister der Marktgemeinde Dinkelscherben.
- Helmut Kreidenweis (* 1960), Inhaber eines Lehrstuhls für Sozialinformatik an der Katholischen Universität Eichstätt-Ingolstadt.
- Robert Wittmann (* 1962), Inhaber eines Lehrstuhls für Existenzgründung und Innovationsmanagement an der Technischen Hochschule Ingolstadt.